# Radzovce
Radzovce (węg. Ragyolc) – wieś (obec) na Słowacji położona w kraju bańskobystrzyckim, w powiecie Łuczeniec. Pierwsze wzmianki o miejscowości pochodzą z roku 1246. 
Według danych z dnia 31 grudnia 2012, wieś zamieszkiwało 1575 osób, w tym 786 kobiet i 789 mężczyzn.
W 2001 roku rozkład populacji względem narodowości i przynależności etnicznej wyglądał następująco:
- Słowacy – 22,75%
- Czesi – 0,31%
- Romowie – 4,56%
- Węgrzy – 72,13%

Ze względu na wyznawaną religię struktura mieszkańców kształtowała się w 2001 roku następująco:
- Katolicy rzymscy – 92,88%
- Grekokatolicy – 0,31%
- Ewangelicy – 1%
- Husyci – 0,06%
- Ateiści – 4,38%
- Nie podano – 0,69%